# Roman Czudek
Roman Czudek (* 18. dubna 1975, Jablunkov) je český římskokatolický kněz pocházející z českého Těšínska, který byl od roku 2018 rektorem Papežské koleje Nepomucenum. Je také vedoucím římského Centro Velehrad, které je kulturně duchovním centrem pro české poutníky v Římě. V roce 2024 byl zvolen generálním sekretářem České biskupské konference. Funkce se ujal létě 2024 po Stanislavu Přibylovi, který se stal litoměřickým biskupem.

## Život
Vystudoval teologii na Papežské lateránské univerzitě v Římě a po ukončení studia působil v pastoraci ostravsko-opavské diecéze. Na návrh České biskupské konference byl k 1. srpnu 2013 jmenován vicerektorem Papežské koleje Nepomucenum. Tuto funkci vykonával do roku 2018, kdy byl ustanoven rektorem koleje.
Jeho starší bratr Jan Czudek je také knězem.